# Greysia Polii
Greysia Polii (født 11. august 1987 i Jakarta) er en indonesisk badmintonspiller. 
Hun vandt guld i damedouble med Apriyani Rahayu ved Sommer-OL 2020 i Tokyo.